# Paolo Rosi (calciatore)
Paolo Rosi (Viareggio, 1º febbraio 1954) è un ex calciatore italiano, di ruolo centrocampista.

## Biografia

### Carriera
In carriera ha totalizzato complessivamente 52 presenze e 3 reti in Serie A con le maglie di Fiorentina (con cui raggiunse una finale di Coppa Mitropa), Lanerossi Vicenza e Sampdoria. Ha fatto parte come rincalzo, con 2 presenze in campionato, del celebre Real Vicenza che concluse al secondo posto il campionato di Serie A 1977-1978. Ha inoltre collezionato 104 presenze e 9 reti in Serie B nelle file di Ternana, L.R. Vicenza e Sampdoria, conquistando con i blucerchiati la promozione in massima categoria nella stagione 1981-1982.
Fu autore della rete decisiva nella conquista della quarta Coppa Italia della Fiorentina, il 28 giugno 1975, sconfiggendo in finale il Milan per 3-2.

### Vita privata
Il 9 gennaio 2018 resta coinvolto in un incidente stradale a Montignoso, scontrandosi con un'automobile mentre era alla guida del suo scooter. Ferito gravemente ad un piede, dopo essere stato ricoverato in terapia intensiva viene sottoposto ad un delicato intervento chirurgico.
Risiede a Forte dei Marmi, dove gestisce uno stabilimento balneare insieme alla famiglia.

## Palmarès

### Competizioni nazionali
- Coppa Italia: 1

Fiorentina: 1974-1975

### Competizioni internazionali
- Coppa di Lega Italo-Inglese: 1

Fiorentina: 1975